# マザーズ・デイ (2016年の映画)
『マザーズ・デイ』（原題：Mother's Day）は、2016年公開のアメリカ合衆国の映画。
それぞれ複雑な事情を抱えた人々が母の日を迎えるさまを描いた作品で、ゲイリー・マーシャル監督の遺作となった。

## あらすじ
離婚した元夫が自分より若いモデルと再婚したことを知ってショックを隠せない二児の母サンディ、両親の猛反対を押し切って国際結婚・出産したジェシー、16歳の時に極秘出産した娘からの突然の連絡をきっかけに、断ち切った自分の過去と向き合おうとする通販番組のカリスマ女社長ミランダなど、それぞれ複雑な事情を抱えた人々が母の日を迎えるさまを描く。

## キャスト
- サンディ：ジェニファー・アニストン（吹替：安達忍）
- ジェシー：ケイト・ハドソン（吹替：林真里花）
- ミランダ：ジュリア・ロバーツ（吹替：土井美加）
- ブラッドリー：ジェイソン・サダイキス（吹替：小山力也）
- クリステン：ブリット・ロバートソン（吹替：森なな子）
- ヘンリー：ティモシー・オリファント（吹替：柳田淳一）
- ランス：ヘクター・エリゾンド
- ザック：ジャック・ホワイトホール
- ダナ：ジェニファー・ガーナー（吹替：新谷真弓）
- ティナ：シェイ・ミッチェル（吹替：まつだ志緒理）
- フローレンス：マーゴ・マーティンデイル
- サラ・チョーク
- アーシフ・マンドヴィ
- ジョン・ロヴィッツ
- リサ・ロバーツ・ギラン
- クリスティーン・レイキン
- ロリー・オマリー
- ラリー・ミラー
- ナレーター：ペニー・マーシャル